# (34221) 2000 QW84
2000 QW84 (asteroide 34221) é um asteroide da cintura principal. Possui uma excentricidade de 0.02574490 e uma inclinação de 8.11211º.
Este asteroide foi descoberto no dia 25 de agosto de 2000 por LINEAR em Socorro.